# Berberis capillaris
Berberis capillaris är en berberisväxtart som beskrevs av Euan Hillhouse Methven Cox och Ahrendt. Berberis capillaris ingår i släktet berberisar, och familjen berberisväxter. Inga underarter finns listade i Catalogue of Life.